# Phyllophaga microcerus
Phyllophaga microcerus är en skalbaggsart som beskrevs av Gilbert John Arrow 1933. Phyllophaga microcerus ingår i släktet Phyllophaga och familjen Melolonthidae. Inga underarter finns listade i Catalogue of Life.